# Malošin Do
Malošin Do (cyr. Мајстори) – wieś w Czarnogórze, w gminie Cetynia. W 2003 roku liczyła 1 mieszkańca.